# Palamone
Luís Bento Palamone (lub Luiz Bento Palamone) (ur. 21 marca 1898, zm. 22 października 1970 w São Paulo) – piłkarz brazylijski znany jako Palamone lub Luiz Palamone, środkowy obrońca.
Urodzony w leżącym w stanie São Paulo mieście Araraquara Palamone karierę piłkarską rozpoczął w miejscowym klubie o nazwie Araraquara. Jeszcze w tym samym roku przeniósł się do klubu Mackenzie São Paulo.
Jako piłkarz klubu Mackenzie wziął udział w turnieju Copa América 1919, gdzie Brazylia zdobyła mistrzostwo Ameryki Południowej. Palamone nie zagrał jednak w żadnym meczu. Zaraz po turnieju przeszedł do klubu Botafogo FR, w którym występował do 1924 roku.
Jako gracz Botafogo wziął udział w turnieju Copa América 1922, gdzie Brazylia po raz drugi została mistrzem Ameryki Południowej. Palamone zagrał we wszystkich pięciu meczach – z Chile, Paragwajem, Urugwajem, Argentyną i decydującym o mistrzostwie barażu z Paragwajem.